# Эрнст (Мозель)
Эрнст (нем. Ernst) — община в Германии, в земле Рейнланд-Пфальц.
Входит в состав района Кохем-Целль. Подчиняется управлению Кохем-Ланд. Население составляет 544 человека (на 31 декабря 2010 года). Занимает площадь 4,18 км².